# Open Forum Europe
OpenForum Europe(OFE)は、ヨーロッパのオープンソースソフトウェアおよびオープンスタンダードの非営利シンクタンクである。その主な目的は、ヨーロッパでオープンで競争力のあるデジタルエコシステムの実現に貢献することである。ブリュッセルを拠点とし、2002年に事業を開始し、現在はオープンソース、オープンスタンダード、デジタルガバメント、公共調達、 知的財産、クラウドコンピューティング、インターネットポリシーなどのトピックに関する研究を行っている。グラハム・テイラー、バジル・カズンズ、ロバート・ブラッチフォードによって設立され、現在の事務局長はアスター・ヌメリン・カールバーグである。

## 活動
OFEは、欧州委員会と欧州議会に登録された政策集団である。OFEは、コンピューティングにおけるオープン性のメリットについてヨーロッパの政策立案者や立法者に助言し、技術的な分析と説明を提供している。OFEは、テクノロジーユーザーのオープンで競争力のある選択を促進するというビジョンの一環として、オープンソースソフトウェアとより一般的なオープン性を推進している。
OFEは、欧州委員会、欧州議会、各国政府、地方政府との間で直接または各国のパートナーを通じて緊密に連携している。OFEは、「利用者中心主義（User centricity）」、「競争（Competition）」、「柔軟性（Flexibility）」、「持続可能性（Sustainability）」、「共同体（Community）」という5つのオープン性の目標に従って業務を遂行している。

## オープンソースソフトウェアの経済的影響
2021年に、OFEはフラウンホーファー研究機構と共同で、欧州委員会のためにオープンソースのソフトウェアとハードウェアがヨーロッパの技術的独立性、競争力、イノベーションに与える影響に関する調査を実施した。

## EUオープンソースポリシーサミット
OFEは、2015年からEUオープンソースポリシーサミットを開催している。始まりはほんの数人のワークショップであったが、2022年には600人の参加者と38人の講演者が集まった。サミットのセッションで取りあげられたトピックには、オープンソースにおける公共部門の能力、オープンソースソフトウェアセキュリティ、オープンソースの経済学、オープンソースソリューションによるグリーン移行のサポートが含まれていた。

## OpenForum Academy
OpenForum Academyは、学術界と政策立案者の間にリンクを作成することを目的として、OpenForum Europeによって設立された独立したプログラムである。IT市場の開放性に影響を与える重要な問題への新しいインプットと洞察を提供するために、このプログラムはさまざまな国から研究者を集めている。